# عنصر طبيعي

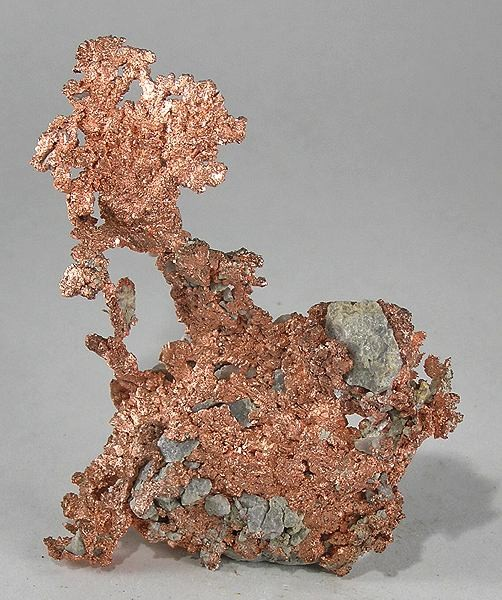

العنصر الطبيعي  هو عنصر كيميائي يوجد في الطبيعية على شكل متبلور حر دون الارتباط مع عناصر أخرى. رغم ذلك ولغرض التصنيف توجد العناصر الطبيعية وفق علم المعادن ضمن صنف «العناصر».
تشمل العناصر الطبيعية الفلزات الطبيعية وكذلك اللافلزات. من أشهر الأمثلة على العناصر الطبيعية الفلزية كل من الذهب والفضة؛ في حين أن زهر الكبريت من أشهر الأمثلة على العناصر الطبيعية اللافلزية.

## العناصر الطبيعية
توجد العناصر الكيميائية التالية في شكلها الطبيعي الحر أو على شكل سبائك (ليس على شكل مركبات كيميائية).
- ألومنيوم
- إثمد
- زرنيخ
- بزموت
- كربون
- كادميوم
- كروم
- نحاس
- ذهب
- إنديوم
- حديد
- إريديوم
- رصاص
- زئبق
- موليبدينوم
- نيكل
- أوزميوم
- بالاديوم
- بلاتين
- رينيوم
- روديوم
- سيلينيوم
- فضة
- سيليكون
- كبريت
- تانتالوم
- تيلوريوم
- قصدير
- تيتانيوم
- فاناديوم
- زنك

## اقرأ أيضاً
- فلز طبيعي
- نحاس طبيعي